# Helen Blackburn
Helen Blackburn (25 de mayo de 1842 - 11 de enero de 1903) fue una feminista, escritora y defensora de los derechos de la mujer, especialmente en el ámbito laboral. Blackburn fue editora de la revista Englishwoman's Review. Escribió libros sobre mujeres trabajadoras y una historia del movimiento a favor del sufragio femenino en Gran Bretaña e Irlanda, que se convirtió en el "trabajo de referencia". Fue secretaria de la Sociedad Nacional para el Sufragio de la Mujer y la Sociedad del Sufragio del Oeste de Inglaterra, y cofundó la Liga de Defensa de la Libertad Laboral. Su nombre aparece en el pedestal de la estatua de Millicent Fawcett en Parliament Square.

## Biografía
Blackburn nació en Knightstown, Valentia Island, Co. Kerry, Irlanda el 25 de mayo de 1842. Sus padres fueron Bewicke Blackburn, un ingeniero civil que administraba las canteras de pizarra en Valentia, del condado de Kerry e Isabella Lamb del condado de Durham. Su familia se mudó a Londres en 1859.

## Activismo
En Londres, Blackburn entró en contacto con las mujeres del Langham Place Group, en particular con Jessie Boucherett y Emily Faithfull. A lo largo de los años, Blackburn y Boucherett trabajaron juntas en una serie de proyectos. Ambos fueron editores de Englishwoman's Review (Blackburn, editor, 1880-1890; editor conjunto, 1890-1895).Juntas establecieron la Liga de Defensa del Empleo de Mujeres en 1891, para defender los derechos laborales de las mujeres contra la legislación laboral restrictiva. Juntos también editaron The Condition of Working Women and the Factory Acts, 1896.
Blackburn se unió a la  National Society for Women's Suffrage en 1872 y fue secretaria del comité ejecutivo de la sociedad desde 1874 hasta 1880. Posteriormente ocupó cargos similares en varias organizaciones relacionadas. En 1880, Blackburn era secretaria de la  West of England Suffrage Society en Bristol y fue el principal organizador de una gran manifestación. Editó el Calendario del sufragio femenino en 1896 y 1897.
Blackburn también aprovechó la oportunidad de estudiar, primero en 1875, tomando una clase de derecho romano en el University College London, y más tarde (1886–88) clases en el University College, Bristol. A principios de la década de 1890, ayudó a Charlotte Carmichael Stopes a escribir British Freewomen: Their Historical Privilege proporcionando sus propias notas sobre el tema y luego comprando la primera edición completa en 1894. Redujo su trabajo en 1895 para cuidar a su anciano padre hasta su muerte, luego reanudó su trabajo.

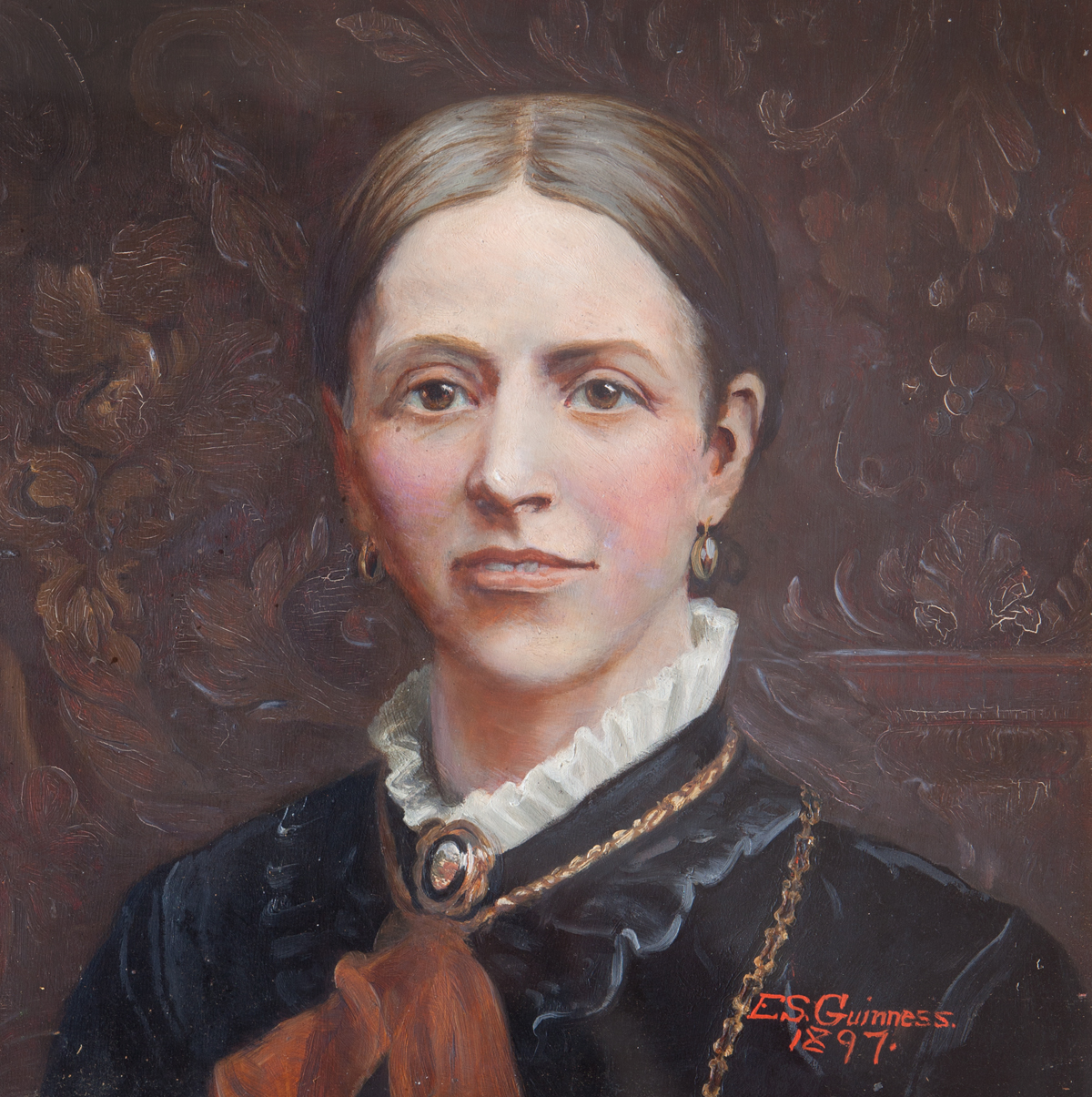
Retrato de Caroline Ashurst Biggs por Elizabeth Sarah Guinness asociado con las librerías ahora en Girton College

Blackburn inspiró y financió dos colecciones. La primera fue una colección de arte en 1885 que incluía fotografías y trabajos realizados por mujeres profesionales para mostrar el resultado de la industria de las mujeres. Insistió en que esto no incluiría el trabajo voluntario o amateur, sino que mostraría los productos de las mujeres profesionales. La  Loan Exhibition of Women's Industries incluía retratos de mujeres destacadas como Florence Nightingale y Mary Carpenter. Esto fue donado a la Universidad de Bristol, pero investigaciones recientes indican que este trabajo ahora se ha perdido. Su segunda colección se centró en una colección de libros de mujeres. Los libros eran de su colección, amigos y fuentes de segunda mano. Se encargaron ex libris y dos librerías. Las estanterías estaban decoradas con pinturas de Lydia Becker y Caroline Ashurst Biggs, Que habían sido las anteriores presidentas del Comité Central de la Sociedad Nacional para el Sufragio de la Mujer. Estos estantes para libros se entregaron a Girton College y aún existen.
Su conexión a largo plazo con el movimiento de mujeres le permitió escribir su historia de la campaña por el sufragio femenino victoriano, Women's suffrage: a record of the women's suffrage movement in the British Isles, with biographical sketches of señorita Becker, terminado en 1902. El libro proporciona un relato de los años de formación del movimiento y su colega Lydia Becker, pero hace pocas menciones de la propia contribución de Blackburn. Anteriormente había editado los escritos de Becker en una colección llamada Words of a Leader (1897).
En 1903, en colaboración con Nora Vynne, escribió el libro Women under the Factory Act. En el libro criticaban a los legisladores por tratar a las mujeres como si no tuvieran la inteligencia de los animales y como si siempre necesitaran ser cuidadas o protegidas. Ella y Vynne argumentaban que a las mujeres se les debería permitir correr riesgos con su salud en el lugar de trabajo o siempre necesitarían protección como si fueran incapaces. El libro se destacó por su precisión, pero el Economic Journal reconoció a sus autores como miembros de Freedom of Labor Defense y sospechó que podía tener motivos políticos en defensa de la "igualdad de hombres y mujeres".

## Muerte y legado
Blackburn murió a los 60 años en su casa de Greycoat Gardens, Westminster, Londres, el 11 de enero de 1903 y fue enterrada en el cementerio de Brompton.Dejó sus archivos y la colección de libros decorados a Girton College, Cambridge. Su testamento también preveía el establecimiento de un fondo de préstamos para capacitar a mujeres jóvenes.
Su nombre y foto (y los de otros 58 partidarios del sufragio femenino) están en el pedestal de la estatua de Millicent Fawcett en Parliament Square, Londres, inaugurada en 2018.

## Obra
Entre los libros de Blackburn cabe mencionar los siguientes:
- A Handbook for Women Engaged in Social and Political Work, 1881.
- A Handy Book of Reference for Irishwomen, 1888.
- The Condition of Working Women and the Factory Acts, editor con Jessie Boucherett, 1896.
- Women under the Factory Acts, escrito con Nora Vynne, 1903.
- Women's suffrage: a record of the women's suffrage movement in the British Isles, with biographical sketches of  Miss Becker, 1902.